# Pteromalus lactucae
Pteromalus lactucae is een vliesvleugelig insect uit de familie Pteromalidae. De wetenschappelijke naam is voor het eerst geldig gepubliceerd in 1953 door Szelényi & Erdös.